# هتوم پاتمیچ
هتوم پاتمیچ (ارمنی: Հեթում Պատմիչ Hetʿowm Patmičʿ؛ زاده ح. ۱۲۴۰ – درگذشته ح. ۱۳۱۰/۱۳۲۰) راهب، تاریخ‌نگار، و نجیب‌زاده قرون وسطی اهل ارمنستان بود که کتاب La Flor des estoires de la terre d'Orient را تألیف نموده‌است. وی از اعضای دودمان هتومی بود.